# Twizel
Twizel ist ein Ort im Mackenzie District der Region Canterbury auf der Südinsel von Neuseeland.

## Namensherkunft
Der Ort wurde nach dem Twizel River benannt, der seinerseits seinen Namen von dem Landvermesser John Turnbull Thomson erhielt, benannt nach einer Brücke über den  Tweed in seiner Heimat in Schottland.

## Geographie
Der Ort befindet sich im Dreieck der drei Seen Lake Ōhau, Lake Pukaki und Lake Benmore, die jeweils rund 13 km westlich, 8 km nördlich und 13 km südöstlich entfernt liegen. Timaru als nächstgrößere Stadt liegt rund 93 km östlich. Mit den Ben Ohau Range knapp 10 km nordwestlich von Twizel entfernt, erheben sich die Neuseeländischen Alpen und geben dem Ort ein beachtliches Gebirgspanorama zur Ansicht. Nordöstlich des Ortes passiert der Twizel River und 3 km südlich fließt der Ōhau River vorbei.
An seiner Ostseite tangiert der New Zealand State Highway 8 den Ort und verbindet ihn darüber mit Omarama 27 km weiter südlich und mit Fairlie rund 60 km weiter nordöstlich.

## Geschichte
Vor 1968 war das Gebiet des heutigen Twizel einfaches Farmland. Der Ort wurde erst 1968 auf der "grünen Wiese" als Wohnsiedlung für das Wasserkraftprojekt am Oberlauf des Waitaki River errichtet und sollte nach Projektabschluss wieder aufgegeben werden. 1983 erkämpften die Einwohner jedoch den Fortbestand des Ortes. Auf dem Höhepunkt des Wasserkraftprojektes wohnten in Twizel um die 6000 Einwohner.
Die Stadt wurde nach skandinavischem Muster entworfen, wo die Läden, Schule und ein Erholungspark das Stadtzentrum bilden und die Wohngebiete umgebend angeordnet sind. Dazu gehören auch speziell angeordnete Straßen und Wege, die es normalerweise einfacher machen zu Fuß zu gehen als mit dem Auto zu fahren. Eine Vorgängerversion dieses Layouts wurde zuvor in Otematata erprobt.
Die Unterkünfte waren in der geplanten Stadt nach sozialen Gesichtspunkten getrennt. Neben den Wohngebäuden für Alleinstehende in der Stadtmitte gab es verschiedene Haustypen. Die kleinsten waren für Arbeiter bestimmt, etwas größere staff houses für Lehrer und Fachleute, die größten für Ingenieure und andere Einwohner mit hohem sozialen Status. Die meisten Häuser waren demontierbare Fertighäuser. Einige der Häuser wurden von Otematata extra nach Twizel geschafft und einige davon nach Projektende zum nächsten Wasserkraftprojekt nach Clyde transportiert.
Da man die Stadt ursprünglich in Farmland zurückverwandeln wollte, gab es in der Stadt viele Provisorien, so machte man sich nicht den Aufwand, die Straßen mit Fußwegen, Bordsteinen und Kanälen zu bauen. Stattdessen wurde der Straßenbelag in einer sehr flachen W-Form aufgebracht. Der Straßenbelag war an den äußeren Rändern, die als Fußweg dienten, und dem Fahrweg in der Mitte am höchsten. Die beiden tiefer liegenden Bereiche dienten als Kanal und Abgrenzung zwischen Fußweg und Fahrweg.

## Bevölkerung
Zum Zensus des Jahres 2013 zählte der Ort 1137 Einwohner, 11,8 % mehr als zur Volkszählung im Jahr 2006.

## Wirtschaft
Twizel ist heute ein Dienstleistungszentrum für das Umland und ein touristisch geprägter Ort.

## Sport
Der nahegelegene Lake Ruataniwha ermöglicht Segeln, Wasserski und war Gastgeber für Ruderwettkämpfe wie den Maadi Cup. Das Ohau-Skigebiet und die Roundhill Ski Area ziehen im Winter Besucher an.

## Observatorien
Die Region hat einen der saubersten, lufttrockensten und dunkelsten Nachthimmel Neuseelands. Dies hat schon seit längerer Zeit Astronomen zur Beobachtung nach Twizel und in die Gegend des Mackenzie Basin geführt. Für die Astronomen gibt es mehrere Einrichtungen am Lake Tekapo und in Omarama und weitere Observatorien in Twizel sowie im Ort Aoraki/Mount Cook sind in Bau.